# Turbine Pelton
Pour les articles homonymes, voir Pelton.

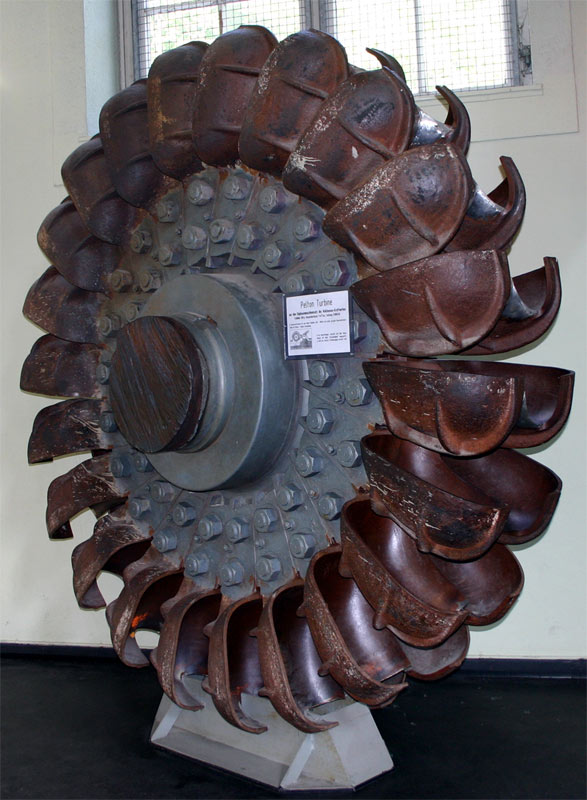
Roue Pelton.

Une turbine Pelton est un type de turbine hydraulique à augets utilisée dans les centrales hydroélectriques. Elle a été inventée en 1879 par Lester Allan Pelton.

## Principe
Cette turbine est du type « à action », c'est-à-dire qu'elle récupère l’énergie cinétique de l’eau, par opposition aux turbines « à réaction », qui exploitent l'énergie sous forme de pression. Une turbine Pelton est formée d'injecteurs et d'une roue. Les injecteurs transfèrent l’énergie de pression de l'eau en énergie cinétique : l'eau entre dans les injecteurs à haute pression et à faible vitesse et en ressort à faible pression et à grande vitesse, sous forme de jets d'eau. Ces jets transfèrent ensuite leur énergie cinétique à une roue à augets, lui imprimant un couple moteur. Un dimensionnement correct de la roue et de sa charge permettent de lui donner la vitesse angulaire idéale pour que l'eau quitte le dispositif avec une vitesse faible, son énergie cinétique ayant été transmise à la roue.
Cette turbine n'est pas réversible : elle ne peut pas fonctionner comme une pompe pour refouler de l'eau en hauteur, et n'est pas adaptée à une station de pompage ou de pompage-turbinage.
Ce type de turbine ne dispose pas de diffuseur (ou aspirateur) en sortie d’eau, car celle-ci s’écoule librement à la pression atmosphérique dès l'instant où elle quitte l'injecteur sous forme de jet. Plus précisément, le jet se partage en deux au moment où il atteint l'auget, chaque demi-jet est ensuite dévié par la forme concave de l'auget dans lequel il s'écrase (transmettant ici son énergie cinétique au mouvement de la roue), puis l'eau s'échappe latéralement de la roue avec une vitesse résiduelle faible. Elle est finalement récupérée par la bâche - une coque enfermant la turbine - le long de laquelle elle s'écoule par gravité.
D’après le calcul de la vitesse spécifique, ces turbines sont adaptées à des chutes dites « hautes chutes » (supérieures à 400 m) avec un faible débit d’eau (inférieur à 15 m3/s).
La vitesse maximale du jet en sortie de l’injecteur satisfait la relation :
{\displaystyle \ V_{i}={\sqrt {2gH}}}
Avec {\displaystyle g}  l'accélération de la pesanteur et {\displaystyle H} la hauteur de chute.
Pour optimiser le rendement, le maximum d'énergie cinétique de l'eau doit être transmise à la roue : la vitesse de l'eau à la sortie des augets doit être minimale (quasiment nulle). Ainsi, la vitesse de rotation {\displaystyle \ V_{r}} de la roue (vitesse des augets) doit atteindre la moitié de la vitesse du jet :
{\displaystyle \ V_{r}={\frac {V_{i}}{2}}={\frac {1}{2}}{\sqrt {2gH}}}.
Cette conception permet un rendement exceptionnel de plus de 90 %. Le rendement théorique en fonction de la vitesse peut s'écrire :
{\displaystyle \eta ={\frac {4V_{r}(V_{i}-V_{r})}{V_{i}^{2}}}~}
Pour entraîner un alternateur (synchrone), le diamètre {\displaystyle \ D} de la roue (au centre des augets) est directement lié à la hauteur de chute {\displaystyle \ H}, à la fréquence {\displaystyle \ f} du réseau et au nombre de pôles {\displaystyle \ p}. En première approximation :
{\displaystyle \ \pi fD=p{\sqrt {2gH}}}
Cette turbine se caractérise par l’absence de poussée axiale. Une réalisation comportant plusieurs injecteurs placés uniformément autour de la roue annule la force résultante des poussées normales à l’axe. Ces effets simplifient la conception et l’entretien des lignes d’arbres des turbines.
La puissance d'une turbine Pelton est de l'ordre de 60 MW. Certaines atteignent 400 MW (centrale de Bieudron prélevant les eaux de la Grande Dixence en Suisse).

## Constitution

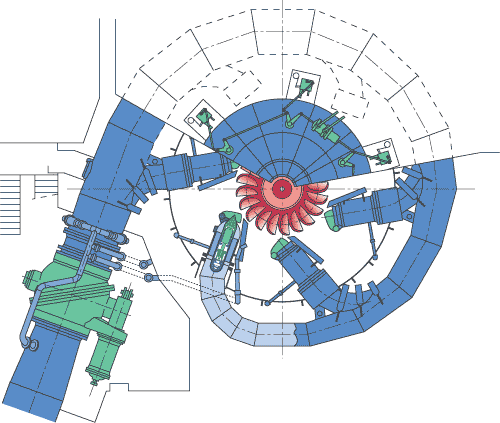
Turbine Pelton à six injecteurs.

Une turbine Pelton comporte une roue mobile, munie d'aubes appelées « augets » sur sa périphérie, et un ou plusieurs injecteurs fixes qui envoient, à très grande vitesse, l'eau sur les augets. Le tout est entouré d'une bâche en tôle d'acier destinée à protéger la roue et à évacuer l'eau.

### Roue à augets

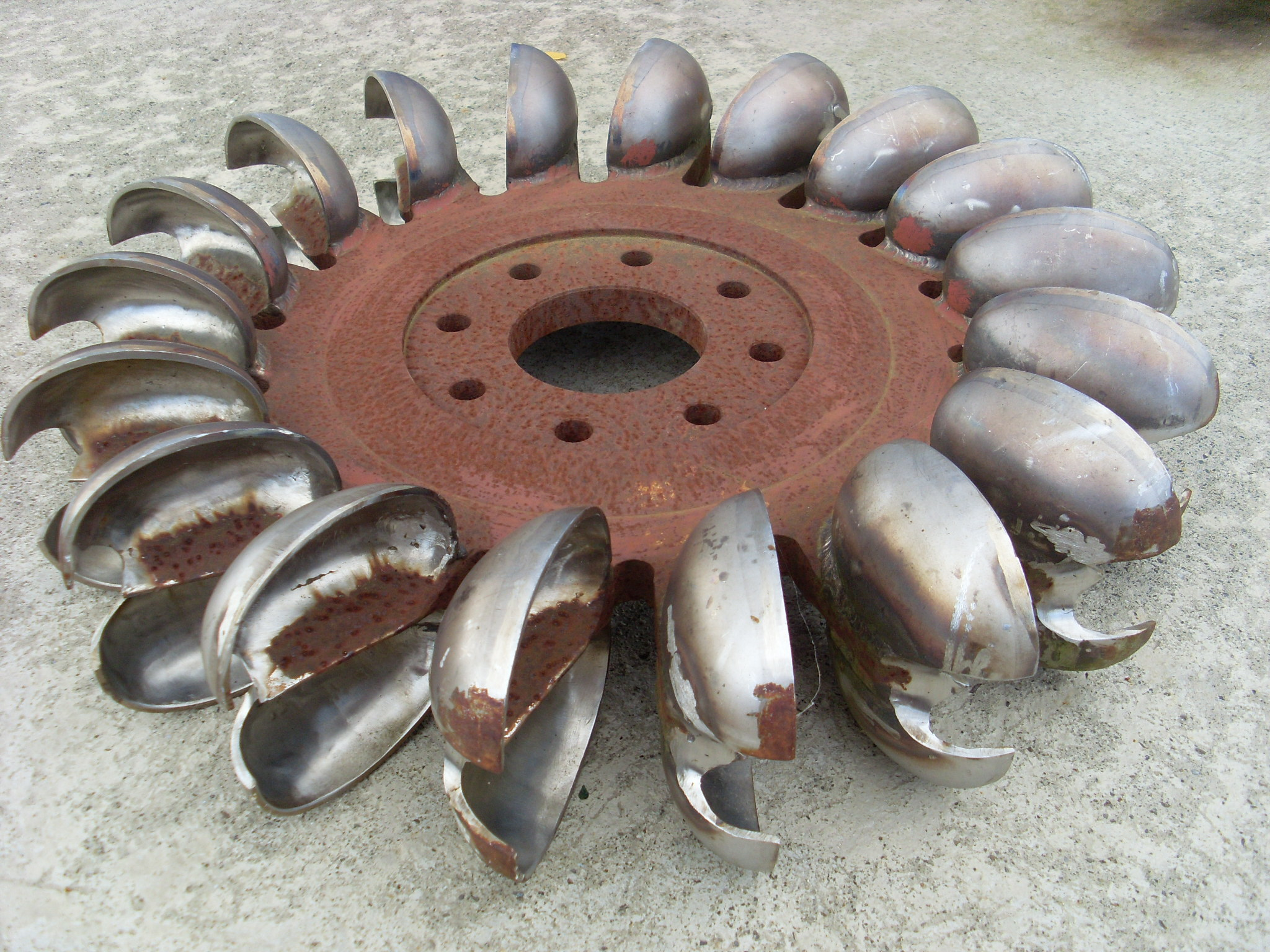
Roue à augets, d'une turbine Pelton de 40 kW.

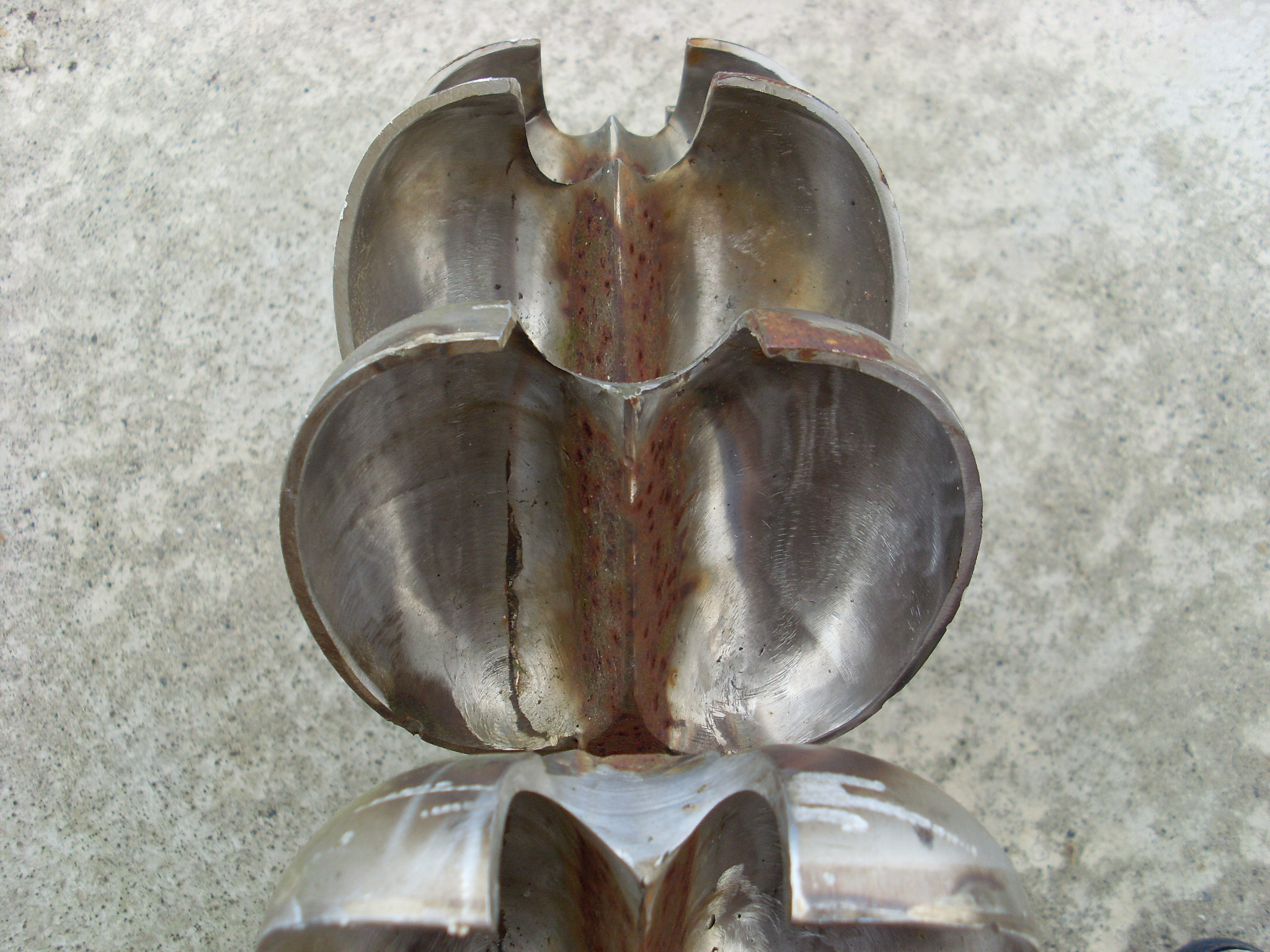
Roue à augets, détail.

Les turbines Pelton utilisent la roue dite « à augets ». Cette roue ressemble à un disque équipé d’augets ressemblant à des demi-coquille de noix, placés en circonférence.
La forme de ces augets est très évoluée et permet au jet d’eau qui les frappe de se séparer en deux jets déviés sur les côtés de la roue. Le nombre d’augets répond à une formule issue de l’expérience des constructeurs, soit Z=15+D/2d, avec Z = nombre d’augets, D = Ø primitif, d = Ø du jet d’eau. Leur nombre varie de 15 à 25 en pratique. Le diamètre du centre des augets est appelé le Ø Pelton, diamètre qui sert à positionner l’axe du jet d’eau, axe qui doit être tangent à ce Ø Pelton.
Construite le plus souvent d’une seule pièce, les roues Pelton sont moulées par coulage, avec des matériaux ferreux fortement alliés en chrome et nickel. Le moulage de ces roues est une opération complexe et délicate, nécessitant des contrôles métallurgiques nombreux et coûteux. Les roues d’un diamètre important (> 1 500 mm) sont constituées d’une couronne moulée d’augets, couronne fixée entre deux disques servant de moyeu.
La surface intérieure des augets, appelée « intrados », doit avoir un état de surface poli pour optimiser l’écoulement de l’eau. La partie extérieure (extrados) des augets est parfois nervurée pour augmenter la tenue mécanique de l’auget.
L'axe de la roue est habituellement horizontal. L'alternateur peut être commandé par une ou deux roues, avec les dispositions suivantes :
1. Une roue : l'alternateur et la roue sont placés côte à côte.
2. Deux roues : l'alternateur est placé entre les deux roues.

### Injecteur
L’injecteur a pour rôle d'alimenter la roue en eau et de permettre le réglage du débit. L'eau pénètre dans l’injecteur à faible vitesse et en sort à grande vitesse. Il y a donc dans l’injecteur transformation de l'énergie de pression en énergie cinétique, l'eau agissant essentiellement sur la roue par son énergie cinétique. La vitesse de l'eau à la sortie de l’injecteur ne dépend que de la hauteur de chute, elle est approximativement égale à {\displaystyle {\sqrt {2gH}}}.
L’injecteur est composé :
- d'un corps, se terminant du côté de la sortie d'eau par un trou d’ajutage appelé « buse »,
- d'une aiguille, se déplaçant dans le corps et servant au réglage du débit d’eau,
- d'un vérin hydraulique de manœuvre.

Le corps ressemble à un tube, monté en bout de la conduite forcée. Fabriqué en acier coulé, il est rectiligne ou coudé. À la sortie du corps, la buse est soumise à une forte érosion de l’eau et comporte une partie démontable appelée « bec de buse ». Cette pièce réalisée en acier inoxydable peut être donc remplacée suivant son usure.
L’aiguille sert d’obturateur et de régleur du débit d’eau en se déplaçant longitudinalement dans le corps de l’injecteur. À l’extrémité de l’aiguille, le pointeau (en forme de radis) est une pièce en acier inoxydable parfaitement usinée et polie, venant en contact avec le bec de buse.
La manœuvre de l’aiguille est assurée par un vérin placé en bout de l’aiguille et fixé sur le corps de l’injecteur. La présence de ce vérin oblige à concevoir une forme coudée pour le corps de l’injecteur. Le guidage de l’aiguille est assurée par un croisillon côté buse (sortie d’eau) et par un presse-étoupe côté vérin. La conception fait que l’aiguille a tendance à se fermer sous la pression d’eau amont pour assurer la sécurité de la fermeture. Le vérin ne sert qu’à la manœuvre d’ouverture et au réglage du jet d’eau.
| Injecteur.                               | Injecteur. |
| Injecteur d'une turbine Pelton de 40 kW. |            |

### Déflecteur
Le déflecteur a pour rôle de dévier le jet d’eau, en cas d'incident grave sur la turbine ou sur l'alternateur, sans arrêter l'écoulement de l'eau et d'éviter ainsi les coups de bélier dans la conduite amont ou l’emballement de la turbine.
Le déflecteur est composé :
- d'un étrier en acier, pivotant perpendiculairement devant la sortie du jet d’eau de l’injecteur,
- d'un vérin hydraulique de manœuvre.

Après une manœuvre du déflecteur, la roue n’est plus entraînée par le jet, et ce dernier peut être diminué lentement par l’injecteur sans risque. L’efficacité du déflecteur est assurée par sa position tangente au jet d’eau en position normale. Le déflecteur est une pièce le plus souvent forgée, à cause des contraintes importantes qu’il subit.
| Injecteur.         | Injecteur.         |
| Déflecteur passif. | Déflecteur activé. |

### Bâche
La bâche est la partie enveloppant la roue, contenant ainsi la terre d’eau (valable uniquement pour les turbines à axe horizontal)
Cette bâche est composée :
- d'un bâti fixe en partie basse, ancré dans le béton,
- d'une capote démontable, permettant l’accès à la roue pour les contrôles et réparations.

Le plan de joint entre le bâti et la capote est donc horizontal et passe par l’axe de rotation de la roue. Après chaque démontage, l’étanchéité de ce plan de joint est refaite, par application de pâte d’étanchéité ou par remplacement du joint torique placé dans une gorge du bâti.
D’autre part, des boucliers métalliques appelés « renvois d’eau » sont fixés dans la partie inférieure du bâti. Ces pièces permettent de récolter l’eau projetée et de la guider vers la fosse d’évacuation.

## Régulation
La turbine Pelton est particulièrement bien adaptée pour fournir rapidement de la puissance de réglage grâce à la dynamique de sa réponse à une sollicitation. Une usine arrêtée (démarrage à froid) peut injecter sur le réseau électrique la totalité de sa puissance en quelques minutes, et ceci même pour des aménagements importants.
Une intervention rapide dans le cadre des réglages primaire et secondaire est une garantie pour un bon fonctionnement du réseau en cas d’incident majeur.

## Quelques centrales en France
| Nom                  | Nombre de turbines | Type       | Puissance (MVA) | Débit (m3/s) | Hauteur de chute (m) | Remarques |
| -------------------- | ------------------ | ---------- | --------------- | ------------ | -------------------- | --- |
| Grand'Maison         | 4                  | Vertical   | 680             | 75,9         | 962                  | |
| La Bâthie            | 6                  | Vertical   | 529             | 55,6         | 1 208                | |
| Villarodin           | 2                  | Vertical   | 390             | 51           | 888                  | |
| Malgovert            | 4                  | horizontal | 345             | 50,7         | 750                  | |
| La Coche,(STEP)      | 1 (2019)           | -          | 240             | 28           | 900                  | En montage en 2019, c'est la plus grande turbine Pelton de France. Elle complète les 4 turbines Francis déjà en place. |
| Pragnères            | 3                  | horizontal | 205             | 17,7         | 1 255                | |
| Combe d'Avrieux      | 1                  | Vertical   | 132             | 17,25        | 888                  | |
| Passy                | 4                  | horizontal | 126             | 34           | 387                  | |
| Montpezat            | 2                  | horizontal | 126             | 26,5         | 628                  | |
| Montahut             | 2                  | Vertical   | 110             | 19,8         | 620                  | |
| Aston                | 4                  | horizontal | 101             | 22,2         | 519                  | |
| Hospitalet           | 3                  | horizontal | 99              | 15,2         | 785                  | |
| Aussois              | 3                  | horizontal | 90              | 12,6         | 860                  | |
| Orlu                 | 2                  | horizontal | 85              | 11           | 990                  | |
| Nentilla             | 2                  | horizontal | 60              | 12,4         | 526                  | |
| Saint Martin Vésubie | 2                  | horizontal | 57              | 8,8          | 730                  | |
| Portillon            | 2                  | horizontal | 55              | 3,7          | 1 410                | |
| Pralognan            | 3                  | horizontal | 51              | 8            | 724                  | |
| Merens               | 2                  | horizontal | 45              | 16,9         | 327                  | |
| Total (somme)        | 52                 | -          | 3526            | 436,55       | 14 758               | |
| Moyenne              | 2,7                | -          | 185,7           | 25,5         | 824,1                | |

## La maintenance hydraulique en France
Les équipements hydrauliques des centrales françaises, concédées par l'État à EDF ou à ses filiales, sont présents dans 447 centrales hydroélectriques. On y trouve en particulier, des turbines Pelton et leurs composants (rotors, augets, vannes, robinets, paliers, etc.). Tous les éléments touchant à l'équipement hydraulique de ces centrales, sont entretenus et maintenus par une unité interne d'EDF, le Service de Réparation Hydraulique, qui effectue des opérations de rechargement métallique par soudage, de meulage pour remise au profil, soit en atelier ou sur site, ainsi que des travaux d'usinage.

## Quelques centrales en Suisse
| Nom                           | Nombre de turbines | Type                                          | Puissance (MVA)     | Débit (m3/s) | Hauteur de chute (m) | Remarques |
| ----------------------------- | ------------------ | --------------------------------------------- | ------------------- | ------------ | -------------------- | --------- |
| Bieudron                      | 3                  | Vertical                                      | 1217                | 75           | 1 883                |           |
| Nendaz                        | 6                  | Horizontal                                    | 391                 | 45           | 1 000                |           |
| Biasca                        | 4                  | Horizontal                                    | 332                 | 56           | 710                  |           |
| Bitsch                        | 3                  | Vertical                                      | 326                 | 53           | 720                  |           |
| Fionnay                       | 6                  | Horizontal                                    | 301                 | 45           | 790                  |           |
| Tierfehd Limmern              | ?                  | ?                                             | 275                 | 30           | 1 046                |           |
| Forces motrices Hongrin-Léman | 4 (dès 2015: 6)    | Horizontal (dès 2015: horizontal et vertical) | 240 (dès 2015: 480) | 34           | 840                  |           |
| Total (somme)                 | plus de 22         | -                                             | 3092                | 338          | 6 989                |           |
| Moyenne                       | plus de 3          | -                                             | 441,7               | 48,3         | 998,4                |           |

## Le phénomène de cavitation
Une érosion prématurée peut se rencontrer dans l'utilisation d'une turbine, provoquée par la cavitation. Cela peut conduire à l'arrêt prématuré de la turbine concernée, pour pouvoir effectuer de lourds travaux de maintenance et de réparations, et aussi des conséquences économiques importantes (arrêt de production, frais de maintenance sur site, ou de réparation lourde en atelier, etc.). La cavitation peut aussi s'accompagner d'une baisse du rendement de la turbine, ou de la hauteur absorbée, d'une génération de vibrations de la structure mécanique, accompagnées d'un bruit intense.